# Ectrepesthoneura tori
Ectrepesthoneura tori är en tvåvingeart som beskrevs av Zaitzev och Okland 1994. Ectrepesthoneura tori ingår i släktet Ectrepesthoneura och familjen svampmyggor.
Artens utbredningsområde är Norge. Arten är reproducerande i Sverige. Inga underarter finns listade i Catalogue of Life.